# Dendrohyrax interfluvialis
Dendrohyrax interfluvialis és una espècie de damà de la família dels procàvids. Viu a l'Àfrica occidental, entre els rius Volta i Níger. Aquesta regió es caracteritza per tenir selves pluvials tropicals en una banda i els boscos secs del corredor Togo-Dahomey en l'altra. El seu cos compacte i semblant al d'un conill porquí és similar al dels altres damans, però es distingeix de les poblacions locals del damà arborícola occidental, el seu parent proper, per tenir el pelatge més clar. Fou descrit el 2021 basant-se en criteris anatòmics i genètics, així com les seves vocalitzacions nocturnes.